# M3夜視狙擊鏡
M3夜視狙擊鏡（英語：M3 Sniperscope）是一款在朝鲜战争時期獲美军採用的主動式夜視瞄准镜，為第0代夜視镜，設計用於裝設於M3卡賓槍（為M2卡賓槍的可裝上紅外夜視儀型T3的制式型號）以上，並且在光線條件較差劣的環境（例如夜間）以下使用，探索距離可達150－250公尺。

## 概述
二战時期，美國在納粹德国研製了Zielgerät 1229夜視狙擊鏡的同時間，研製了其紅外夜視儀，也就是T-120夜視狙擊鏡。該紅外夜視儀獲美軍正方採用，命名為M1夜視狙擊鏡，並且少量發配到美國陸軍當中服役。二戰結束前後，美國對M1夜視狙擊鏡作出改進，成果為M2和M3夜視狙擊鏡，後者參與朝鲜战争，並且裝在M3卡賓槍以上，用作協助狙擊手尋找目標的夜間近戰用途狙擊步槍。它們主要被夜間哨兵用於南韓靜態防禦陣地，以找出企圖藉黑暗滲透的敵方。M3的使用者不僅能以該卡賓槍擊斃個別目標，而且會使用曳光彈標識本隊以提高機槍手對敵軍所在地的火力集中度。直到被淘汰以前，總共生產了約20,000套，而它倆都成為了向民間出售的剩餘物資。
與所有主動式紅外夜視儀一樣，M3夜視狙擊鏡的設計是由巨大而笨重、高功率的紅外線探照燈和紅外變像管所組成。先藉由紅外燈照亮所照射區域，然後以主要由銀、銫和氧製成的S-1光電陰極所構成的單級圖像增強器（或轉換器）管，並利用電子加速的靜電反轉帶來的增幅，為第0+代增強管提供非常清晰清晰的圖像。M3夜視狙擊鏡藉由T3鏡架裝設在M3卡賓槍以上，裝上時需要拆卸M3卡賓槍的照門。
M3夜視狙擊鏡為美軍M1等紅外夜視儀的改進型，在耐用性和有效射程上有了很大的提高。M3瞄準鏡的有效射程從前型的約為70碼（64米）、100碼（91公尺）延長至125碼（114公尺）。紅外線探照燈的位置從護木以下用以操作控制開關的前握把改為狙擊鏡頂部，使得使用者能夠臥姿使用。相應的，M3卡賓槍在槍口上配有T23喇叭形高效消焰器，以減少射擊時對夜視狙擊鏡造成的影響。該消焰器最初是為M1伽蘭德步槍而研製，其後該消焰器重新命名為M3消焰器。
從M1到M3都無改變的缺點除了受限於當時的技術因素，不但要在卡賓槍以上安裝碩大的紅外線探照燈，還要將背在身上的大型電池組用作夜視儀（狙擊鏡與紅外線探照燈）的供電設備，因此整具夜視狙擊鏡對人而言相當龐大。而且其原理本身也是缺點，即使紅外線為肉眼所不可見，但是假如敵軍亦配備紅外探測裝置，亦可藉由找出使用者的位置。針對後者，因而產生了一種戰術，讓其他單位安裝紅外大燈，而主攻單位躲起來用接收端暗中觀察，以保護主要的坦克和射手。
由於以上缺點，加上採用第一代S-20多鹼光陰極微光管和光纖面板組成的微光像增強器所製成的AN/PVS-2 4倍倍率微光夜視瞄準鏡的服役，M3夜視狙擊鏡就此被取代。

## 使用國
- 美国

## 流行文化
- 2019年—：裝設在「M3 Infrared」以上。
- 2021年—《World War Heroes: WW2 FPS》：裝設在「M3 Sniper」以上。

## 資料來源
1. ↑   28 (4): 14. 2001.
2. ↑  "Bull's-eyes in the Night" （页面存档备份，存于）. Popular Science, July 1946, p. 73.
3. ↑  Jeff Tyson. . HowStuffWorks.   [2011-03-01]. （原始内容存档于2011-07-30）.
4. ↑  Thompson, Leroy. . Osprey Publishing. 22 November 2011: 25–30,32,41–56,57–70  [2020-10-03]. ISBN 9781849086196. （原始内容存档于2020-10-02）.
5. ↑  .   [2020-10-03]. （原始内容存档于2008-10-05）.
6. ↑  【不止游戏】夜视仪 究竟是如何看清楚黑暗的？ - 知乎

## 外部連結
- （英文）—M3 Infra Red Sniper Rifle （页面存档备份，存于）
- （英文）—Infrared M3 Sniperscope with Case
- （英文）—M3 Infrared Sniper Carbine at RIA – Forgotten Weapons （页面存档备份，存于）
- （英文）—Fight at Night: U.S Army Night Vision 1945-1980 （页面存档备份，存于）
- （简体中文）—槍炮世界—M3卡宾枪 （页面存档备份，存于）（與M3夜視狙擊鏡相關）